# جبهة فتح الشام
جبهة فتح الشام جماعة سلفية جهادية قاتلت في الحرب الأهلية السورية ضد الحكومة السورية وحلفائها، زعيمها أبو محمد الجولاني، الجبهة شكلت بعد إلغاء العمل باسم جبهة النصرة يوم 28 يوليو عام 2016. وتقول الجماعة الجديدة بأنه ليس لها علاقة بأي جهة خارجية، وهي تهدف إلى التوحد مع جماعات جهادية أخرى من أجل «حماية الثورة السورية».

## العلاقة مع تنظيم القاعدة
على الرغم من أن الجولاني وهو زعيم الجماعة أعلن رسمياً أن الجبهة لن تكون تابعة لتنظيم القاعدة، لكن الولايات المتحدة اعتبرتها فرع من تنظيم القاعدة وصنفتها كإرهابية، وحتى أبريل 2013 كان يتجنب الجولاني إعلان الولاء للقاعدة حتى اضطر لذلك ردا على قرار البغدادي والقاضي بدمج دولة العراق الإسلامية وجبهة النصرة تحت اسم «الدولة الإسلامية في العراق والشام» في ذلك الوقت، وقبل إعلان جبهة فتح الشام كان الظواهري وهو زعيم القاعدة قد أعلن في كلمة له منح جبهة النصرة حق الانفصال عن التنظيم للحفاظ على قوتها في مواجهة التحديات على الأراضي السورية.

## أسباب الانفصال
بحسب أبو محمد الجولاني فإن فك ارتباط جبهة النصرة عن تنظيم القاعدة جاء «لسد ذرائع المجتمع الدولي وعلى رأسهم الولايات المتحدة وروسيا بسبب قصفهم وتشريدهم لعامة المسلمين في الشام بحجة تنظيم القاعدة» على حد وصف الجولاني زعيم «جبهة النصرة» وبحسب وكالة الأنباء رويترز أن قرار الانفصال ربما يشجع على دعم ومساعدات من قبل داعمي الثورة السورية.

## اعتبارها جماعة إرهابية
| الدولة           | التاريخ       | مرجع        |
| إيران            | 28 يوليو 2016 |             |
| الولايات المتحدة | 28 يوليو 2016 |             |
| روسيا            | 29 يوليو 2016 | [ 8 ] [ 9 ] |

## حل التنظيم
أعلنت جبهة فتح الشام عن حل نفسها في 28 يناير 2017 وحل حركة نور الدين الزنكي وجيش السنة وانصار الدين ولواء الحق والاندماج في فصيل واحد تحت اسم هيئة تحرير الشام بقيادة أبو جابر هاشم الشيخ قائد أحرار الشام.